# Думанаев, Чоробек Осмонович
Чоробек (Чоро) Осмонович Думанаев (кирг. Чоробек Осмонович Думанаев; 20 июня 1952, имени Куйбышева, Тянь-Шанский район Нарынской области, Киргизской ССР (ныне Мин-Булак, Нарынская область, Кыргызстан) — киргизский и советский актёр театра и кино. Заслуженный артист Киргизской ССР. Народный артист Кыргызской Республики (2010). Член Союза кинематографистов Кыргызской Республики.

## Биография
Детство Чоробека прошло на Тянь-Шане, на берегу реки Он-Арча. Окончил среднюю школу во Фрунзе.
В 1974 году окончил студию при Киргизском академическом драматическом театре (ныне Кыргызский национальный академический драматический театр имени Т. Абдумомунова). В 1994 году окончил Кыргызский государственный институт искусств имени Б. Бейшеналиевой (КГИИ).
С 1970 года — актёр киностудии «Киргизфильм». С 1975 года — актёр Кыргызского национального академического драматического театра имени Т. Абдумомунова. За эти годы сыграл более пятидесяти ролей на театральной сцене.
Снимается в кино с 1971 года.

## Избранная фильмография
- 1971 — Алые маки Иссык-Куля — эпизод (нет в титрах)
- 1971 — Поклонись огню — эпизод (нет в титрах)
- 1972 — Улица — Абаз
- 1973 — Водопад — Асан
- 1975 — Белый пароход — Кулубек
- 1975 — Танец орла — Темир-Оол
- 1975 — Красное яблоко — эпизод
- 1977 — Поле Айсулу —  Малик
- 1978 — В ночь лунного затмения — Акъегет / Юлмурза
- 1978 — Каныбек — Карабек
- 1980 — Деревенская мозаика — Жаркынбай
- 1984 — Потомок белого барса — эпизод
- 1987 — Дилетант
- 1987 — Удержись в седле — отец Рыскулбека
- 1988 — Гибель во имя рождения
- 1988 — Пейзаж глазами спринтера
- 1988 — Преследование
- 2004 — Эх, жизнь!

## Награды
- Народный артист Кыргызской Республики (2010).
- Заслуженный артист Киргизской ССР.
- VII Всесоюзный кинофестиваль (1974) — приз «За лучшую мужскую роль» за роль в фильме «Водопад».
- Государственный диплом за лучшее исполнение роли мужской роли в киргизском кино.
- Дважды был награждён дипломом 2-й степени на Всесоюзном и Среднеазиатском, Казахстанском и Азербайджанском кинофестивалях за лучшее исполнение мужской роли.
- Приз за лучшее исполнение эпизодической роли (2017).